# Aeroportul Dala
Aeroportul Dala (IATA: BLE, ICAO: ESSD) este un aeroport din Comuna Borlänge, Dalarnas län, Suedia ce deservește zona Borlänge⁠(d). Aeroportul a fost tranzitat în 2022 de 11.027 de pasageri. A fost deschis în 1930.
Situat la o altitudine de 153 m, aeroportul dispune de 1 pistă.

## Infrastructură

### Piste
Aeroportul dispune de o singură pistă. Pista 14/32 are suprafața de asfalt și dimensiunile 2.310 m × 45 m. 